# Colchester & East Essex Football League
Colchester & East Essex Football League är en engelsk fotbollsliga baserad runt Colchester. Den har två divisioner och toppdivisionen Premier Division ligger på nivå 15 i det engelska ligasystemet.
Ligan är en matarliga till Essex & Suffolk Border Football League.

## Mästare
| Säsong  | Premier Division           | Division One          | Division Two               | Division Three           |
| ------- | -------------------------- | --------------------- | -------------------------- | ------------------------ |
| 2004/05 | Harwich & Parkeston 'A'    | Clacton Town 'A'      | Monkwick Wanderers         | Devon FC                 |
| 2005/06 | Posties                    | Colchester Hotspurs   | University of Essex 4th XI | Whitehall                |
| 2006/07 | Monkwick Wanderers         | Wormingford Wanderers | Colne Engaine              | Real Ravensdale          |
| 2007/08 | University of Essex 3rd XI | Colne Engaine         | Real Ravensdale            | Brightlingsea Regent 'A' |
| 2008/09 | Harwich & Parkeston 'A'    | Real Ravensdale       | Eastcliff                  | Boxford Rovers           |
| 2009/10 | Colne Engaine              | Oyster                | Boxford Rovers             | Belle Vue Social Club    |
| 2010/11 | Tollesbury                 | Boxford Rovers        | Dellows                    | -                        |